# 築地町 (静岡市)
築地町（つきぢちょう）は、静岡市清水区の地名。丁番を持たない単独町名である。住居表示は実施済み。

## 地理
北で港町、東で日の出町、南で幸町、西で松井町と美濃輪町に隣接する。
日の出埠頭の国道149号より西側が町域である。西及び南で巴川に面する。町内は、港湾関連の事業所と住宅地が混在している。

## 歴史

### 沿革
- 1905年（明治38年）6月23日 - 清水受新田が清水町受新田から改称。
- 1924年（大正13年）2月11日 - 清水町が入江町、不二見村、三保村と合併して清水市が発足。
- 1934年（昭和9年）5月1日
  - 清水受新田の一部より築地町一丁目・築地町二丁目・築地町三丁目が、分割され新設。
  - 清水受新田の一部より港町一丁目・港町二丁目・港町三丁目・港町四丁目が、分割され新設。
- 1976年（昭和51年）7月1日 - 築地町一丁目・築地町二丁目・築地町三丁目・港町一丁目（一部）・港町二丁目（一部）・港町三丁目（一部）より築地町が新設され、住居表示化。
- 2003年（平成15年）4月1日 - 清水市が静岡市と合併し、改めて静岡市が発足。築地町は「清水築地町」に改称。
- 2005年（平成17年）4月1日 - 静岡市が政令指定都市に移行し、旧町域は清水区となる。清水築地町は「築地町」に改称。

## 世帯数と人口
2021年（令和3年）9月30日現在の世帯数と人口は以下の通りである。
| 大字   | 世帯数 | 人口  |
| ------ | ------ | ----- |
| 築地町 | 87世帯 | 159人 |

## 小・中学校の学区
市立小・中学校に通う場合、学区は以下の通りとなる。
| 番・番地等 | 小学校             | 中学校                 |
| ---------- | ------------------ | ---------------------- |
| 全域       | 静岡市立清水小学校 | 静岡市立清水第三中学校 |

## 交通

### 鉄道
- 町内に鉄道はない。

### バス
- しずてつジャストライン - 「埠頭」停留所

### 道路
- 国道149号

## 施設
- 清水マリーナ
- 鈴与築地町整備所倉庫
- 鈴与株式会社港湾センター
- 一般日本穀物検定協会 中部支部静岡事務所
- 柏栄トランス
- 清水食品寒天事業部